# Stanley Cup playoff 1979
I playoff della Stanley Cup 1979 del campionato NHL 1978-1979 hanno avuto inizio il 10 aprile 1979. Le dodici squadre qualificate per i playoff, le migliori della lega al termine della stagione regolare, hanno giocato una serie di partite al meglio delle tre gare nel turno preliminare, seguiti da due turni al meglio delle sette per i quarti di finale e le semifinali. Le due formazioni rimaste hanno disputato una serie di partite al meglio delle sette per la conquista della Stanley Cup.
Questa fu l'ultima edizione dei playoff della Stanley Cup ad essere disputate con dodici formazioni al via. A partire dal 1980 infatti il turno preliminare al meglio delle tre gare fu sostituito da un primo turno al meglio delle cinque gare. Con il nuovo sistema le vincitrici delle quattro division persero il diritto di accedere direttamente ai quarti di finale e le posizioni nel ranking furono decise in base ai punti conquistati al termine della stagione regolare. Al 2015 questi furono gli ultimi playoff nei quali si disputò il derby canadese fra i Montreal Canadiens e i Toronto Maple Leafs.

## Squadre partecipanti

### Formazioni
1. New York Islanders - vincitori della Patrick Division e della stagione regolare nella Clarence S. Campbell Conference, 116 punti
2. Montreal Canadiens - vincitori della Norris Division e della stagione regolare nella Prince of Wales Conference, 115 punti
3. Boston Bruins - vincitori della Adams Division, 107 punti
4. Philadelphia Flyers - 95 punti
5. New York Rangers - 91 punti
6. Atlanta Flames - 90 punti
7. Buffalo Sabres - 88 punti
8. Pittsburgh Penguins - 85 punti
9. Toronto Maple Leafs - 81 punti
10. Los Angeles Kings - 80 punti
11. Chicago Blackhawks - vincitori della Smythe Division, 73 punti
12. Vancouver Canucks - 63 punti

### Tabellone
Nel turno preliminare le formazioni che non hanno vinto le rispettive division si affrontano al meglio delle tre gare per accedere ai quarti di finale. Le quattro formazioni qualificate affrontano nei quarti di finale le vincitrici delle division in una serie al meglio delle sette sfide seguendo il formato 2-2-1-1-1. Al termine del primo e del secondo turno gli accoppiamenti sono ristabiliti in base alla posizione ottenuta in stagione regolare, con la squadra migliore accoppiata con quella peggiore. Anche nei turni successivi si gioca al meglio delle sette sfide con il formato 2-2-1-1-1: la squadra migliore in stagione regolare avrebbe disputato in casa Gara-1 e 2, (se necessario anche Gara-5 e 7), mentre quella posizionata peggio avrebbe giocato nel proprio palazzetto Gara-3 e 4 (se necessario anche Gara-6).
|  | Turno preliminare | Turno preliminare   | Turno preliminare  |                     |                     | Quarti di finale    | Quarti di finale | Quarti di finale   |   |   | Semifinali         | Semifinali | Semifinali |  |   | Finale Stanley Cup | Finale Stanley Cup | Finale Stanley Cup |
|  |                   |                     |                    |                     |                     |                     |                  |                    |   |   |                    |            |            |  |   |                    |                    |                    |
|  |                   |                     |                    |                     |                     |                     |                  |                    |   |   |                    |            |            |  |   |                    |                    |                    |
|  |                   | 1                   | New York Islanders | 4                   |                     |                     |                  |                    |   |   |                    |            |            |  |   |                    |                    |                    |
|  |                   |                     |                    | 4                   |                     |                     |                  |                    |   |   |                    |            |            |  |   |                    |                    |                    |
|  |                   |                     | 11                 | Chicago Blackahwks  | 0                   |                     |                  |                    |   |   |                    |            |            |  |   |                    |                    |                    |
|  |                   |                     | 11                 | Chicago Blackahwks  | 0                   |                     |                  |                    |   |   |                    |            |            |  |   |                    |                    |                    |
|  |                   |                     |                    |                     |                     |                     |                  |                    |   |   |                    |            |            |  |   |                    |                    |                    |
|  |                   |                     |                    |                     |                     |                     |                  |                    |   |   |                    |            |            |  |   |                    |                    |                    |
|  |                   |                     |                    |                     |                     |                     | 1                | New York Islanders | 2 |   |                    |            |            |  |   |                    |                    |                    |
|  |                   |                     |                    |                     |                     |                     |                  |                    | 2 |   |                    |            |            |  |   |                    |                    |                    |
|  |                   | 5                   | New York Rangers   | 4                   |                     |                     |                  |                    |   |   |                    |            |            |  |   |                    |                    |                    |
|  | 4                 | 5                   | New York Rangers   | 4                   | Philadelphia Flyers | 2                   |                  |                    |   |   |                    |            |            |  |   |                    |                    |                    |
|  | 4                 |                     |                    |                     | Philadelphia Flyers | 2                   |                  |                    |   |   |                    |            |            |  |   |                    |                    |                    |
|  | 12                | Vancouver Canucks   | 1                  |                     |                     |                     |                  |                    |   |   |                    |            |            |  |   |                    |                    |                    |
|  | 12                | Vancouver Canucks   | 1                  |                     | 4                   | Philadelphia Flyers | 1                |                    |   |   |                    |            |            |  |   |                    |                    |                    |
|  |                   |                     |                    |                     | 4                   | Philadelphia Flyers | 1                |                    |   |   |                    |            |            |  |   |                    |                    |                    |
|  |                   |                     | 5                  | New York Rangers    | 4                   |                     |                  |                    |   |   |                    |            |            |  |   |                    |                    |                    |
|  | 5                 | New York Rangers    | 5                  | New York Rangers    | 4                   | 2                   |                  |                    |   |   |                    |            |            |  |   |                    |                    |                    |
|  | 5                 | New York Rangers    |                    |                     |                     | 2                   |                  |                    |   |   |                    |            |            |  |   |                    |                    |                    |
|  | 10                | Los Angeles Kings   | 0                  |                     |                     |                     |                  |                    |   |   |                    |            |            |  |   |                    |                    |                    |
|  | 10                | Los Angeles Kings   | 0                  |                     |                     |                     |                  |                    |   |   |                    |            |            |  | 4 | New York Rangers   | 1                  |                    |
|  |                   |                     |                    |                     |                     |                     |                  |                    |   |   |                    |            |            |  | 4 | New York Rangers   | 1                  |                    |
|  |                   | 2                   | Montreal Canadiens | 4                   |                     |                     |                  |                    |   |   |                    |            |            |  |   |                    |                    |                    |
|  |                   | 2                   | Montreal Canadiens | 4                   |                     |                     |                  |                    |   |   |                    |            |            |  |   |                    |                    |                    |
|  |                   |                     |                    |                     |                     |                     |                  |                    |   |   |                    |            |            |  |   |                    |                    |                    |
|  |                   |                     |                    |                     |                     |                     |                  |                    |   |   |                    |            |            |  |   |                    |                    |                    |
|  |                   | 2                   | Montreal Canadiens | 4                   |                     |                     |                  |                    |   |   |                    |            |            |  |   |                    |                    |                    |
|  |                   |                     |                    | 4                   |                     |                     |                  |                    |   |   |                    |            |            |  |   |                    |                    |                    |
|  |                   |                     | 9                  | Toronto Maple Leafs | 0                   |                     |                  |                    |   |   |                    |            |            |  |   |                    |                    |                    |
|  | 6                 | Atlanta Flames      | 9                  | Toronto Maple Leafs | 0                   | 0                   |                  |                    |   |   |                    |            |            |  |   |                    |                    |                    |
|  | 6                 | Atlanta Flames      |                    |                     |                     | 0                   |                  |                    |   |   |                    |            |            |  |   |                    |                    |                    |
|  | 9                 | Toronto Maple Leafs | 2                  |                     |                     |                     |                  |                    |   |   |                    |            |            |  |   |                    |                    |                    |
|  | 9                 | Toronto Maple Leafs | 2                  |                     |                     |                     |                  |                    |   | 2 | Montreal Canadiens | 4          |            |  |   |                    |                    |                    |
|  |                   |                     |                    |                     |                     |                     |                  |                    |   | 2 | Montreal Canadiens | 4          |            |  |   |                    |                    |                    |
|  |                   | 3                   | Boston Bruins      | 3                   |                     |                     |                  |                    |   |   |                    |            |            |  |   |                    |                    |                    |
|  |                   | 3                   | Boston Bruins      | 3                   |                     |                     |                  |                    |   |   |                    |            |            |  |   |                    |                    |                    |
|  |                   |                     |                    |                     |                     |                     |                  |                    |   |   |                    |            |            |  |   |                    |                    |                    |
|  |                   |                     |                    |                     |                     |                     |                  |                    |   |   |                    |            |            |  |   |                    |                    |                    |
|  |                   | 3                   | Boston Bruins      | 4                   |                     |                     |                  |                    |   |   |                    |            |            |  |   |                    |                    |                    |
|  |                   |                     |                    | 4                   |                     |                     |                  |                    |   |   |                    |            |            |  |   |                    |                    |                    |
|  |                   |                     | 8                  | Pittsburgh Penguins | 0                   |                     |                  |                    |   |   |                    |            |            |  |   |                    |                    |                    |
|  | 7                 | Buffalo Sabres      | 8                  | Pittsburgh Penguins | 0                   | 1                   |                  |                    |   |   |                    |            |            |  |   |                    |                    |                    |
|  | 7                 | Buffalo Sabres      |                    |                     |                     | 1                   |                  |                    |   |   |                    |            |            |  |   |                    |                    |                    |
|  | 8                 | Pittsburgh Penguins | 2                  |                     |                     |                     |                  |                    |   |   |                    |            |            |  |   |                    |                    |                    |

## Turno preliminare

### Philadelphia - Vancouver
| Filadelfia 10 aprile 1979 | Vancouver Canucks | 3 – 2 (0-0; 1-0; 2-2) referto | Philadelphia Flyers | The Spectrum (17.077 spett.) |

| Vancouver 12 aprile 1979 | Philadelphia Flyers | 6 – 4 (2-2; 1-1; 2-0) referto | Vancouver Canucks | Pacific Coliseum (14.293 spett.) |

| Filadelfia 14 aprile 1979 | Vancouver Canucks | 2 – 7 (1-2; 0-3; 1-2) referto | Philadelphia Flyers | The Spectrum (17.077 spett.) |

### NY Rangers - Los Angeles
| New York 10 aprile 1979 | Los Angeles Kings | 1 – 7 (1-2; 0-4; 0-1) referto | New York Rangers | Madison Square Garden (17.372 spett.) |

| Los Angeles 12 aprile 1979 | New York Rangers | 2 – 1 (d.t.s.) (0-1; 0-0; 1-0) referto | Los Angeles Kings | The Forum (12.029 spett.) |

### Atlanta - Toronto
| Atlanta 10 aprile 1979 | Toronto Maple Leafs | 2 – 1 (0-0; 2-1; 0-0) referto | Atlanta Flames | Omni Coliseum (14.757 spett.) |

| Toronto 12 aprile 1979 | Atlanta Flames | 4 – 7 (1-3; 1-4; 2-0) referto | Toronto Maple Leafs | Maple Leaf Gardens (16.485 spett.) |

### Buffalo - Pittsburgh
| Buffalo 10 aprile 1979 | Pittsburgh Penguins | 4 – 3 (1-1; 0-1; 3-1) referto | Buffalo Sabres | Buffalo Memorial Auditorium (16.433 spett.) |

| Pittsburgh 12 aprile 1979 | Buffalo Sabres | 3 – 1 (1-0; 1-1; 1-0) referto | Pittsburgh Penguins | Civic Arena (16.033 spett.) |

| Buffalo 14 aprile 1979 | Pittsburgh Penguins | 4 – 3 (d.t.s.) (1-2; 1-1; 1-0) referto | Buffalo Sabres | Buffalo Memorial Auditorium (16.433 spett.) |

## Quarti di finale

### NY Islanders - Chicago
| Uniondale 16 aprile 1979 | Chicago Blackhawks | 2 – 6 (1-2; 1-2; 0-2) referto | New York Islanders | Nassau Coliseum (14.995 spett.) |

| Uniondale 18 aprile 1979 | Chicago Blackhawks | 0 – 1 (d.t.s.) (0-0; 0-0; 0-0) referto | New York Islanders | Nassau Coliseum (14.995 spett.) |

| Chicago 20 aprile 1979 | New York Islanders | 4 – 0 (1-0; 1-0; 2-0) referto | Chicago Blackhawks | Chicago Stadium (12.614 spett.) |

| Chicago 22 aprile 1979 | New York Islanders | 3 – 1 (1-0; 1-1; 1-0) referto | Chicago Blackhawks | Chicago Stadium (10.871 spett.) |

### Philadelphia - NY Rangers
| Filadelfia 16 aprile 1979 | New York Rangers | 2 – 3 (d.t.s.) (2-1; 0-0; 0-1) referto | Philadelphia Flyers | The Spectrum (17.077 spett.) |

| Filadelfia 18 aprile 1979 | New York Rangers | 7 – 1 (2-1; 3-0; 2-0) referto | Philadelphia Flyers | The Spectrum (17.077 spett.) |

| New York 20 aprile 1979 | Philadelphia Flyers | 1 – 5 (1-0; 0-3; 0-2) referto | New York Rangers | Madison Square Garden (17.308 spett.) |

| New York 22 aprile 1979 | Philadelphia Flyers | 0 – 6 (0-2; 0-2; 0-2) referto | New York Rangers | Madison Square Garden (17.380 spett.) |

| Filadelfia 24 aprile 1979 | New York Rangers | 8 – 3 (2-0; 0-0; 6-3) referto | Philadelphia Flyers | The Spectrum (17.077 spett.) |

### Montreal - Toronto
| Montréal 16 aprile 1979 | Toronto Maple Leafs | 2 – 5 (1-0; 1-2: 0-3) referto | Montreal Canadiens | Forum de Montréal (15.946 spett.) |

| Montréal 18 aprile 1979 | Toronto Maple Leafs | 1 – 5 (0-2; 0-1; 1-2) referto | Montreal Canadiens | Forum de Montréal (16.655 spett.) |

| Toronto 21 aprile 1979 | Montreal Canadiens | 4 – 3 (d.t.s.) (1-2; 2-0; 0-1) referto | Toronto Maple Leafs | Maple Leaf Gardens (16.485 spett.) |

| Toronto 22 aprile 1979 | Montreal Canadiens | 5 – 4 (d.t.s.) (2-0; 2-2; 0-2) referto | Toronto Maple Leafs | Maple Leaf Gardens (16.485 spett.) |

### Boston - Pittsburgh
| Boston 16 aprile 1979 | Pittsburgh Penguins | 2 – 6 (0-3; 1-3; 1-0) referto | Boston Bruins | Boston Garden (12.001 spett.) |

| Boston 18 aprile 1979 | Pittsburgh Penguins | 3 – 4 (1-2; 1-1; 1-1) referto | Boston Bruins | Boston Garden (12.146 spett.) |

| Pittsburgh 21 aprile 1979 | Boston Bruins | 2 – 1 (1-1; 0-0; 1-0) referto | Pittsburgh Penguins | Civic Arena (13.636 spett.) |

| Pittsburgh 22 aprile 1979 | Boston Bruins | 4 – 1 (2-1; 0-0; 2-0) referto | Pittsburgh Penguins | Civic Arena (16.033 spett.) |

## Semifinali

### NY Islanders - NY Rangers
| Uniondale 26 aprile 1979 | New York Rangers | 4 – 1 (2-1; 2-0; 0-0) referto | New York Islanders | Nassau Coliseum (14.995 spett.) |

| Uniondale 28 aprile 1979 | New York Rangers | 3 – 4 (d.t.s.) (1-0; 1-1; 1-2) referto | New York Islanders | Nassau Coliseum (14.995 spett.) |

| New York 1º maggio 1979 | New York Islanders | 1 – 3 (0-0; 1-2; 0-1) referto | New York Rangers | Madison Square Garden (17.375 spett.) |

| New York 3 maggio 1979 | New York Islanders | 3 – 2 (d.t.s.) (0-0; 1-1; 1-1) referto | New York Rangers | Madison Square Garden (17.374 spett.) |

| Uniondale 5 maggio 1979 | New York Rangers | 4 – 3 (1-1; 1-0; 2-2) referto | New York Islanders | Nassau Coliseum (14.995 spett.) |

| New York 8 maggio 1979 | New York Islanders | 1 – 2 (0-1; 1-1; 0-0) referto | New York Rangers | Madison Square Garden (17.372 spett.) |

### Montreal - Boston
| Montréal 26 aprile 1979 | Boston Bruins | 2 – 4 (0-1; 2-0; 0-3) referto | Montreal Canadiens | Forum de Montréal (16.252 spett.) |

| Montréal 28 aprile 1979 | Boston Bruins | 2 – 5 (0-0; 2-3; 0-2) referto | Montreal Canadiens | Forum de Montréal (16.952 spett.) |

| Boston 1º maggio 1979 | Montreal Canadiens | 1 – 2 (0-1; 2-0; 1-1) referto | Boston Bruins | Boston Garden (14.654 spett.) |

| Boston 3 maggio 1979 | Montreal Canadiens | 3 – 4 (d.t.s.) (1-1; 1-1; 1-1) referto | Boston Bruins | Boston Garden (14.654 spett.) |

| Montréal 5 maggio 1979 | Boston Bruins | 1 – 5 (0-3; 0-0; 1-2) referto | Montreal Canadiens | Forum de Montréal (17.593 spett.) |

| Boston 8 maggio 1979 | Montreal Canadiens | 2 – 5 (2-2; 0-1; 0-2) referto | Boston Bruins | Boston Garden (14.654 spett.) |

| Montréal 10 maggio 1979 | Boston Bruins | 4 – 5 (d.t.s.) (1-1; 2-0; 1-3) referto | Montreal Canadiens | Forum de Montréal (17.453 spett.) |

## Finale Stanley Cup
La finale della Stanley Cup 1979 è stata una serie al meglio delle sette gare che ha determinato il campione della National Hockey League per la stagione 1978-79. I Montreal Canadiens hanno sconfitto i New York Rangers in cinque partite e si sono aggiudicati la quarta Stanley Cup consecutiva, la ventiduesima della loro storia.

## Statistiche

### Classifica marcatori
La seguente lista elenca i migliori marcatori al termine dei playoff.

| Giocatore       | Squadra            | PG | G  | A  | Pt | MP |
| --------------- | ------------------ | -- | -- | -- | -- | -- |
| Jacques Lemaire | Montreal Canadiens | 16 | 11 | 12 | 23 | 6  |
| Guy Lafleur     | Montreal Canadiens | 16 | 10 | 13 | 23 | 0  |
| Phil Esposito   | New York Rangers   | 18 | 8  | 12 | 20 | 20 |
| Don Maloney     | New York Rangers   | 18 | 7  | 13 | 20 | 19 |
| Bob Gainey      | Montreal Canadiens | 16 | 6  | 10 | 16 | 10 |
| Larry Robinson  | Montreal Canadiens | 16 | 6  | 9  | 15 | 8  |
| Mike McEwen     | New York Rangers   | 18 | 2  | 11 | 13 | 8  |
| Jean Ratelle    | Boston Bruins      | 11 | 7  | 6  | 13 | 2  |
| Ron Greschner   | New York Rangers   | 18 | 7  | 5  | 12 | 16 |
| Don Murdoch     | New York Rangers   | 18 | 7  | 5  | 12 | 12 |

### Classifica portieri
Questa tabella elenca i cinque migliori portieri dei playoff per media di gol subiti con almeno quattro partite disputate.

| Giocatore      | Squadra            | PG | Min  | V  | S | GS | SO | MGS  |
| -------------- | ------------------ | -- | ---- | -- | - | -- | -- | ---- |
| Billy Smith    | New York Islanders | 5  | 315  | 4  | 1 | 10 | 1  | 1.90 |
| Chico Resch    | New York Islanders | 5  | 300  | 2  | 3 | 11 | 1  | 2.20 |
| John Davidson  | New York Rangers   | 18 | 1106 | 11 | 7 | 42 | 1  | 2.28 |
| Ken Dryden     | Montreal Canadiens | 16 | 990  | 12 | 4 | 41 | 0  | 2.48 |
| Gerry Cheevers | Boston Bruins      | 6  | 360  | 4  | 2 | 15 | 0  | 2.50 |